# Marjon Wijnsma
Marjon Wijnsma (Giekerk, 18 juli 1965) is een voormalige Nederlandse meerkampster. Ze was ook een sterk hoogspringster en verspringster. Ze werd vijfmaal Nederlands kampioene (in- en outdoor). Ook nam ze tweemaal deel aan de Olympische Spelen, maar won hierbij geen medailles.

## Loopbaan
In 1984 maakte Wijnsma op negentienjarige leeftijd haar olympisch debuut bij de Spelen van Los Angeles. Ze vertegenwoordigde Nederland op de zevenkamp. Ze eindigde met 6015 punten op een elfde plaats overall. Tijdens de Spelen was ze lid van Olympia Eindhoven en woonde samen met haar vriend en trainer Henk de Louw in Eindhoven. Haar huis was dicht bij het sportpark de Hondsheuvels, waar Olympia was gevestigd. Vier jaar later eindigde ze bij de Olympische Spelen van Seoel op hetzelfde onderdeel opnieuw op een elfde plaats. Ditmaal behaalde ze 6205 punten volgens het puntensysteem dat in 1985 was ingevoerd. Namens Nederland kwam ze op deze Spelen ook uit bij het verspringen. Met haar beste poging van 6,39 m strandde ze in de kwalificatieronde.
Op de Europese indoorkampioenschappen in 1989 werd Wijnsma bij het onderdeel verspringen in de finale achtste met een beste poging van 6,30. De wedstrijd werd gewonnen door de Sovjet-Russische Galina Tsjistjakova (6,98); de Nederlandse Tineke Hidding werd zevende (6,33).

## Nederlandse kampioenschappen
Outdoor
| Onderdeel    | Jaar       |
| ------------ | ---------- |
| hoogspringen | 1984, 1989 |
| zevenkamp    | 1988       |

Indoor
| Onderdeel    | Jaar       |
| ------------ | ---------- |
| hoogspringen | 1988, 1989 |

## Persoonlijke records
Outdoor
| Onderdeel    | Prestatie | Datum            | Plaats    |
| ------------ | --------- | ---------------- | --------- |
| 100 m        | 11,9 s    | 6 mei 1984       | Groningen |
| 800 m        | 2.09,60 s | 8 juni 1984      | Mannheim  |
| 100 m horden | 13,65 s   | 16 juli 1988     | Talence   |
| verspringen  | 6,57 m    | 14 augustus 1988 | Hengelo   |
| hoogspringen | 1,88 m    | 17 juni 1989     | Sittard   |
| kogelstoten  | 13,55 m   | 27 april 1988    | Eindhoven |
| zevenkamp    | 6213 p    | 22 mei 1988      | Eindhoven |

Indoor
| Onderdeel    | Prestatie | Datum            | Plaats   |
| ------------ | --------- | ---------------- | -------- |
| 60 m horden  | 8,52 s    | 24 januari 1987  | Zwolle   |
| verspringen  | 6,38 m    | 4 februari 1989  | Den Haag |
| hoogspringen | 1,85 m    | 20 februari 1988 | Den Haag |
| vijfkamp     | 4240 p    | 22 januari 1984  | Zwolle   |

## Prestaties
| Jaar | Wedstrijd | Plaats      | Resultaat | Extra       |
| ---- | --------- | ----------- | --------- | ----------- |
| 1984 | OS        | Los Angeles | 11e       | zevenkamp   |
| 1988 | OS        | Seoel       | 11e       | zevenkamp   |
| 1989 | EK indoor | Den Haag    | 8e        | verspringen |

## Onderscheidingen
- KNAU jeugdatlete van het jaar (Fanny Blankers-Koen plaquette) - 1983

## Palmares

### 60 m horden
- 1984:  NK indoor – 8,72 s

### hoogspringen
- 1984:  NK - 1,84 m
- 1988:  NK indoor - 1,85 m
- 1989:  NK indoor - 1,81 m
- 1989:  NK - 1,85 m

### verspringen
- 1984:  NK indoor - 5,90 m
- 1988: 15e in kwal. OS - 6,39 m
- 1989: 8e EK indoor - 6,30 m

### zevenkamp
- 1984: 11e OS - 6015 p
- 1988:  NK - 6213 p
- 1988: 11e OS - 6205 p